# Lindfläckbock
Lindfläckbock (Chlorophorus herbstii) är en skalbaggsart som först beskrevs av Nikolaus Joseph Brahm 1790.  Lindfläckbock ingår i släktet Chlorophorus och familjen långhorningar.
Artens utbredningsområde är:
- Frankrike.
- Ukraina.

Enligt den finländska rödlistan är arten starkt hotad i Finland. Enligt den svenska rödlistan är arten sårbar i Sverige. Arten förekommer i Götaland och Svealand. Artens livsmiljö är naturlundskogar. Inga underarter finns listade i Catalogue of Life.